# Óscar Melendo
Óscar Melendo Jiménez (Barcelona, 23 augustus 1997) is een Spaans voetballer die doorgaans speelt als middenvelder. In juli 2025 verruilde hij Cádiz voor Shanghai Port.

## Clubcarrière
Melendo speelde vanaf zijn zesde levensjaar in de jeugdopleiding van Espanyol. Dertien jaar later mocht hij zijn professionele debuut maken, op 20 november 2016. Op die dag werd door een doelpunt van Gerard Moreno met 0–1 gewonnen van Deportivo Alavés. Melendo begon op de reservebank en van coach Quique Sánchez Flores mocht hij na drieënzestig minuten invallen voor Hernán Pérez. Hij kreeg in februari 2017 een nieuw contract tot medio 2022. Zijn eerste doelpunt maakte hij op 17 januari 2018, in de Copa del Rey tegen stadsgenoot FC Barcelona. Twee minuten voor tijd tekende hij op aangeven van Marc Navarro voor het enige doelpunt van de wedstrijd. Aan het einde van het seizoen 2019/20 degradeerde Espanyol naar de Segunda División. Op dat niveau werd de club kampioen, waardoor het direct weer promoveerde.
De verbintenis van Melendo verliep in de zomer van 2022 en hierop vertrok hij na negentien jaar bij de club. Hierop tekende hij een contract bij Granada. Aan het einde van het seizoen 2022/23 promoveerde Melendo met Granada als kampioen naar de Primera División. In juni 2023 werd zijn aflopende verbintenis opengebroken en met twee seizoenen verlengd. Een jaar later mocht Melendo vertrokken bij Granada; hierop nam Cádiz hem over. Shanghai Port werd in juli 2025 zijn nieuwe club.

## Clubstatistieken
| Seizoen | Club     | Competitie       | Competitie | Competitie | Beker | Beker | Internationaal | Internationaal | Totaal | Totaal |
| Seizoen | Club     | Competitie       | Wed.       | Dlp.       | Wed.  | Dlp.  | Wed.           | Dlp.           | Wed.   | Dlp.   |
| ------- | -------- | ---------------- | ---------- | ---------- | ----- | ----- | -------------- | -------------- | ------ | ------ |
| 2016/17 | Espanyol | Primera División | 11         | 0          | 2     | 0     | —              | —              | 13     | 0      |
| 2017/18 | Espanyol | Primera División | 18         | 1          | 5     | 1     | —              | —              | 23     | 2      |
| 2018/19 | Espanyol | Primera División | 32         | 0          | 5     | 0     | —              | —              | 37     | 0      |
| 2019/20 | Espanyol | Primera División | 24         | 0          | 1     | 0     | 10             | 2              | 35     | 2      |
| 2020/21 | Espanyol | Segunda División | 28         | 2          | 1     | 0     | —              | —              | 29     | 2      |
| 2021/22 | Espanyol | Primera División | 21         | 0          | 3     | 0     | —              | —              | 24     | 0      |
| 2022/23 | Granada  | Segunda División | 35         | 1          | 0     | 0     | —              | —              | 35     | 1      |
| 2023/24 | Granada  | Primera División | 26         | 0          | 0     | 0     | —              | —              | 26     | 0      |
| 2024/25 | Cádiz    | Segunda División | 21         | 2          | 1     | 0     | —              | —              | 22     | 2      |
| Totaal  | Totaal   | Totaal           | 216        | 6          | 19    | 1     | 10             | 2              | 245    | 9      |

Bijgewerkt op 7 juli 2025.

## Erelijst
| Competitie       |          |          |          |          |
| Competitie       | Aantal   | Jaren    |          |          |
| Espanyol         | Espanyol | Espanyol | Espanyol | Espanyol |
| ---------------- | -------- | -------- | -------- | -------- |
| Segunda División | 1        | 2020/21  |          |          |
| Granada          |          |          |          |          |
| Segunda División | 1        | 2022/23  |          |          |